# PowerPC 602
Le PowerPC 602 un microprocesseur fondé sur l'architecture RISC PowerPC, développé conjointement par Apple, IBM et Motorola. Destiné aux systèmes embarqués, il fait partie de la deuxième génération de PowerPC (ou G2) avec les PowerPC 603, PowerPC 604 et PowerPC 620.

## Histoire
Le PowerPC 602, dérivé du PowerPC 603, fut annoncé en février 1995. Il visait le marché des processeurs portables embarqués comme les consoles de jeux ou les PDA. Il a été modifié par rapport au PowerPC 603 afin de réduire les coûts de production et réduire sa consommation électrique : notamment, la capacité de la mémoire cache a été réduite et l'unité de calcul en virgule flottante simplifiée (elle ne gère plus les calculs en double précision). Sa commercialisation commença à la fin de l'année 1995.

## Architecture
Dérivant du PowerPC 603, le PowerPC 602 en reprend une grande partie de l'architecture.
Il possède quatre unités de traitement indépendantes :
- l'unité de traitement des entiers (FXU) ;
- l'unité de traitement des flottants (FPU) ;
- l'unité de traitement des branchements (BPU) ;
- l'unité d'enregistrement/chargement.

L'unité de traitement des entiers a été améliorée afin d'accélérer les applications multimédia où de nombreuses multiplications sont effectuées. La hiérarchie mémoire a été simplifiée, avec la suppression des caches de lecture/écriture et la diminution de la cache (de 8 Kio à 4 Kio). Comme le PowerPC 603, il peut gérer deux instructions simultanément par cycle d'horloge et possède trois modes d'économie d'énergie (doze, nap et sleep).

## Caractéristiques
- date d'introduction : fin 1995
- finesse de gravure : 0,50 micromètres
- nombre de transistors : 1 million
- taille : 50 mm2
- fréquence : 66 ou 80 MHz
- bus d'adressage 32 bit, bus de données 64 bit
- fréquence du bus : 33 ou 40 MHz
- taille de la mémoire cache : 4 Kio de niveau 1
- tension électrique : 3,3 V
- consommation : 1,2 W à 66 MHz
- performances SPECint92 : 40  (modèle 66 MHz) / 48  (modèle 80 MHz)